# Penusupan (Sruweng)
Penusupan is een bestuurslaag in het regentschap Kebumen van de provincie Midden-Java, Indonesië. Penusupan telt 1196 inwoners (volkstelling 2010).